# قرار مجلس الأمن التابع للأمم المتحدة رقم 712
قرار مجلس الأمن التابع للأمم المتحدة رقم 712، المتخذ في 19 سبتمبر 1991، بعد التذكير بالقرارات 661 (1990) و686 (1991) و687 (1991) و688 (1991) و692 (1991) و699 (1991) و705 (1991) و706 (1991)، أكد المجلس، متصرفاً بموجب الفصل السابع، على أحكام القرار 706 وناقشها ودعا إلى التعاون الدولي.
دعا القرار لأول مرة لجنة مجلس الأمن المنشأة بموجب القرار 661 بتفويض الأمين العام خافيير بيريز دي كوييار للسحب من حساب الضمان للجزء الأول من الثلث في لجنة الأمم المتحدة للتعويضات لتمويل شراء المواد الغذائية والأدوية، المواد والإمدادات الأخرى للاحتياجات المدنية. ودعا الأمين العام واللجنة إلى التعاون مع حكومة العراق لضمان التنفيذ الفعال للقرار الحالي، لتمكين التوزيع العادل لتلبية الاحتياجات الإنسانية.
كما قرر المجلس أن البترول والمنتجات البترولية تحت اسم العراق محصنين من الإجراءات القانونية، داعياً الأنظمة المحلية في الدول الأخرى إلى ضمان هذه الحماية. وذكرت أيضا أن حساب الضمان ولجنة الأمم المتحدة للتعويضات ومفتشي الأسلحة وغيرهم من الخبراء يتمتعون جميعا بامتيازات وحصانات الأمم المتحدة.
وطلب المجلس في النهاية من الأمين العام اتخاذ «جميع الإجراءات اللازمة» لتنفيذ أحكام القرار 712، ودعا جميع الدول الأعضاء إلى التعاون في تنفيذ القرار 706 والقرار الحالي، خاصة فيما يتعلق بالمنتجات البترولية. والأدوية واللوازم للاحتياجات المدنية.
اعتمد قرار 712 بأغلبية 13 صوتا مقابل واحد ضد من كوبا، واحد ممتنع من اليمن. لم يقبل العراق أو يرفض في البداية الأحكام الواردة.

## روابط خارجية
- نص القرار في undocs.org